# 兵児帯

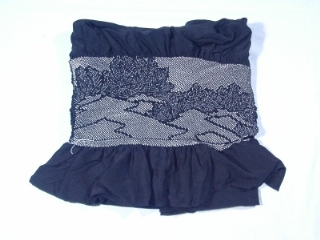
兵児帯

兵児帯（へこおび）とは、和服における男物の帯の一種。以下の二様がある。
1. 大幅（約74センチ）もしくは中幅（約50センチ）の縮緬地などをしごいて締めるもの。明治以降に流行した。本項で詳述する。
2. 男物の角帯のうち、1にならってやわらかい生地で作ったものも、現在では「兵児帯」と称されることがある。本来「三尺帯」と呼ばれていたものが、1と混同したもの。三尺帯の項参照。

名前の由来は、薩摩兵児が普段に締めていたところからおこったもの。明治維新とともに薩摩の風俗が東京に移入されるにしたがってひろく用いられるようになった。
後年には、男物のみならず、子供が浴衣を着るときなどにも用いられるようになり、現在では女性が締めることもまま見られる。
生地がやわらかく、幅広であるために、締めた際に体に負担がかからないため、普段着の帯として愛用されるが、結び目がだらしなく、ほどけやすいなどといった理由から、よそ行きの際には敬遠される。

## 豆知識
- 日本武術の居合術では一部の流派で練習刀の帯刀のため稽古着の上から着用する。
- 西南戦争の際、西郷軍は、洋装の者でも日本刀を腰にさすため、洋服の上から兵児帯を締めていたという[要出典]。